# 馬インフルエンザ
馬インフルエンザ（うまインフルエンザ、Equine influenza）は、国際獣疫事務局（OIE）のリストBに指定されている伝染性疾病である。ウマインフルエンザとも表記される。この疾病を表す別の呼称として馬流行性感冒、略して馬流感とも言う。

## 概要
発熱を伴う急性の呼吸器疾患で家畜伝染病予防法においては届出伝染病に指定されている。主な症状としては発熱、咳、鼻水の垂下などが所見される。
飛沫による感染で拡大しその感染力は高く、感染速度も速い。馬から馬 へは感染するものの、馬から人などへの感染はない。ただし、犬には感染する可能性がある（犬インフルエンザの原因になりうる）。インフルエンザウイルスの特徴として種特異性は極めて高い。冬に感染することが多いが、基本的には季節に関係なく流行しうる。
多くの患畜が連続的に発生し馬の移動などが大きく制限され、また患畜はしばらくの期間は競走に使用できなくなる事で出走可能な競走馬の数的確保が困難になるため競馬の開催については一定の期間は事実上不可能となる。
馬インフルエンザウイルスは高病原性鳥インフルエンザウイルスの様な死に直結する程の強い毒性を持たない。また馬伝染性貧血の様に治療やワクチンによる感染予防が不可能という性質のものでもない為、これら家畜伝染病の様な患畜の強制的な殺処分などの規定は無いが、届出伝染病として感染馬が発生した場合の所在地を管轄する都道府県知事への届出を義務づけている。患畜には治療が行われ、体内のウイルスが消滅し体調が回復すれば再び競走に出走できる。また体調が回復し再度トレーニングを行えば、競走能力への影響もない。 ただし、海外では重態となった馬に対して安楽死処分がとられた事例がある。
なお、治療については基本的には対症療法と安静が基本である。また、治療薬については人間と同じく抗生物質などが状況に応じて選択されるが、ウイルス自体に抗生物質は全く無効で、二次細菌感染の予防目的で使用される。
日本の馬は厳重に管理された競走馬等が中心で、最初の感染源となった馬の特定は可能である。ただし、これには疫学的な調査を実施する必要があり、その作業工程上、ある程度の時間は必要になる。1971年12月からの馬インフルエンザ流行の際に行われた調査での最初の感染源とされた馬の特定は1972年2月頃である。

### 馬インフルエンザウイルスとワクチン開発
馬インフルエンザは、世界的に古くから臨床的には知られていたが、初めて馬インフルエンザウイルスが分離されたのは1956年のことである。
馬インフルエンザウイルスには1956年にチェコのプラハで初めて分離されたウマ1型ウイルス（A/equine/Prague/1/56（H7N7）。プラハ型とも呼ばれる）と、1963年にアメリカのマイアミで初めて分離されたウマ2型ウイルス（A/equine/Miami/1/63（H3N8）。マイアミ型とも呼ばれる。アルゼンチンからフロリダに持ち込まれた馬からフロリダの馬群に広がった。その後、1964年から1965年にかけてヨーロッパの馬群にも導入された）の2系統があるが、1987年のインドを最後にウマ1型ウイルスが確認されたことはなく、それ以降に流行しているのはウマ2型ウイルスである（ただし、1989-1990年に中国東北部で流行したものを除く）。ウマ1型ウイルスよりウマ2型ウイルスの方が病原性、伝播性ともに強いとされる。
1987年頃、ウマ2型ウイルスはヨーロッパ系統とアメリカ系統の2つの系統に分岐し、それ以降それぞれヨーロッパとアメリカに定着したとされる。しかし、近年ヨーロッパ系統は世界的に発生してはいるものの大流行はしておらず、アメリカ系統がヨーロッパなどでも大流行の原因となっている（2003年の南アフリカ、イギリス・ニューマーケットの大流行もアメリカ系統のウイルスが原因。このとき、ニューマーケットで検出されたアメリカ系統のウイルスは、イギリスにおける初めてのアメリカ系統の亜型に属するものであった）。
タンパク質のデータベースであるUniProtにはインフルエンザA型ウイルスのサブタイプの分類もあるが、このうち馬に関するものはH3N3型については「A/equine/New Market/1979（H3N3）」の1種のみだが、H3N8型については非常に多く登録されている。
上記のようなウイルスの抗原変異に対応するため、馬インフルエンザのワクチンにはウマ1型、ウマ2型のヨーロッパ系統、ウマ2型のアメリカ系統の3つの株が含まれる混合ワクチンが用いられることが多い。たとえば、現行の2004年のワクチンにはNewmarket/77株（ウマ1型）、La Plata/93株（ウマ2型アメリカ系統、アルゼンチン株）、Avesta/93株（ウマ2型ヨーロッパ系統、スウェーデン株）が含まれている。
日本における馬インフルエンザ研究は1969年、後の競走馬保健研究所栃木支所で馬インフルエンザの診断法の研究から開始され、1970年には蛍光抗体法による迅速診断法や血清診断法である血球凝集抑制反応が可能な状態となった。また、日本生物科学研究所と共同でワクチン開発の研究も始まったのも同じ1970年である。馬インフルエンザの終息後の1972年5月にはワクチンの野外試験が実施され、同年秋にはワクチンの商品化に成功し、同時に全ての競走馬にワクチンが定期的に接種されるようになった。また、ウイルスの抗原変異に対応するため、1985年、1996年、2004年の3度にわたり、ワクチン株の変更が行われている。
2007年8月以降、日本で流行した馬インフルエンザウイルスはウマ2型ウイルスH3N8型であり、遺伝子性状は「フロリダ亜系統」のグループに含まれることが判明している。遺伝子解析の結果、今回分離されたウイルスと過去のウイルスの遺伝子におけるアミノ酸配列を比較した場合、「A/equine/Florida/1/03（H3N8）」の亜系統に属する「A/equine/Wisconcin/1/03（H3N8）」と99%以上の相同性（遺伝子のアミノ酸配列の相同性は、赤血球凝集素（HA1）遺伝子で99.3%、ノイラミニダーゼ（NA）遺伝子で99.0%）があることが明らかになっている。また、日本とほぼ同時期にオーストラリアで発生した馬インフルエンザのウイルスについて、ビクトリア州のオーストラリア動物衛生研究所（AAHL：The Australian Animal Health Laboratory）が行った遺伝子解析では、ウイルスの遺伝子におけるアミノ酸配列が上記の「A/equine/Wisconcin/1/03(H3N8）」と99.6%の相同性（赤血球凝集素（HA1）遺伝子については99%）を示したとされている。

## 日本における馬インフルエンザの発生

### 1971年12月 -
日本国内で馬インフルエンザが初めて発生したのは1971年の12月で、関東地区を中心に大流行した。このときのウイルスはウマ2型（H3N7）であった。当時は馬インフルエンザよりも馬流行性感冒の略である「馬流感」という呼び方が主流であった。
これは1971年11月19日にニュージーランドより乗馬クラブが輸入した5頭の乗用馬が感染源となったものであったというのが現在の定説である。この5頭は所定の輸出検疫を終了し、12月3日に東京、青森、福島の乗馬クラブなどに導入され、この導入された場所から感染が広がったとされている。しかし、当時馬インフルエンザの清浄国であったニュージーランドの輸入馬がどのような経路で感染したかは不明であるとされている（このため、本当の感染源はフランスから輸入された種牡馬で、ニュージーランドから輸入された馬はこの種牡馬からウイルスを移されたに過ぎないのではないかという説も唱えられている）。このインフルエンザウイルスに対して当時の日本は処女地であったため、ワクチンなどの対応策も無く、日本のウマ類全体に広がり（最終的には1都1府7県（東京、大阪、青森、福島、新潟、埼玉、千葉、神奈川、広島）の26箇所）、とりわけ東日本地区の競走馬の間では発症する馬が続出、エピデミック（地域流行）の様相を呈した。
競馬場で最初に馬インフルエンザ患畜が発生したのは南関東公営競馬の川崎競馬場である。馬インフルエンザはたちどころに猛威を奮い、日常的に人馬の交流がある他の南関3場にも年末までに大井、浦和、船橋の順で次々と伝播し、これにより南関4場はいずれも1971年の年末開催から開催の休止や開催日程の大幅な変更を強いられ、本来ならば年末の大一番であるアラブ大賞典・東京大賞典（大井）はいずれも競馬再開後の翌1972年3月まで順延を余儀なくされた他、ニューイヤーカップ（浦和）などの重賞競走が中止されるなどの影響が出た。また、当時継続中であった佐々木竹見の連続年間300勝超の大記録も競馬開催中止が原因となり7年でストップすることになった。
そして、これが中央競馬にも波及してゆく。最初に東京競馬場の厩舍群で感冒の症状を見せる馬が大量に発生、中止前最後の開催となった1971年12月第3週（18、19日）、有馬記念の開催週の中山競馬であったが、感冒により出走を取りやめる馬が続出する異常事態が起き、これにより中央競馬でも『馬流行性感冒』が発生している事が明らかとなる。
第16回有馬記念競走も出走表の段階では9頭立てであったが、出走すれば1番人気が確実だったメジロアサマの他、アカネテンリュウ、カミタカの計3頭が出走を取り消し、実際に出走出来た6頭によるレースとなった。なお、有馬記念優勝馬は清水英次騎乗のトウメイであり、当日の1番人気だった横山富雄騎乗のメジロムサシは5着と敗れた。そして、週明けの21日には中山競馬場の厩舍群でも感染馬が確認され、22日からは馬の運動が全面的に中止された。
12月23日にはオランダより緊急輸入された2000頭分の不活化ワクチンが到着、当面の対策としてまずは栗東トレーニングセンターと船橋競馬場に配布され、接種が行われた。しかし関東地方での感染拡大は続き、1971年中央競馬の最終を飾るはずだった26日の中山大障害も中止に追い込まれ、中央競馬の東京・中山の厩舍群でもその後も感染の拡大は続いた。
また、年末には新潟県営競馬の他、西日本では初となる福山競馬場、ついで園田競馬場でも集団感染が確認され、新潟県営競馬は冬季休催期間であったが、福山競馬は新春開催から全面的に中止となった。園田も開催中止を余儀なくされている。
年が明けた1972年、中央競馬における馬インフルエンザ流行のピークは感染騒動が始まって3週間目の1月8日で、この時点で1,986頭の患畜が発生していた。それから2ヶ月間、中央競馬の関東地区では1971年6回中山競馬7、8日目、1972年1・2回東京競馬の述べ9週にわたり全日程が開催中止のやむなきに至った（関西地区は平常日程通りの開催だった）。最終的には南関東公営競馬4場と中央競馬の関東地区の在厩馬は、ほとんど全てが感染したとも言われる。
中央競馬を例に挙げると、当時の関東地区は現在のように美浦トレーニングセンターがまだない頃で、東京競馬場と中山競馬場、中山競馬場白井分場（現・競馬学校）の3箇所に分散して競走馬の厩舎があり、その3箇所で関東所属の競走馬の調教が行われていたが、1972年の馬インフルエンザ問題当時、関東地区3箇所の在厩馬が合計1,893頭だったのに対し、発症馬は1,766頭にも上った。
なお、中央競馬の栗東トレーニングセンター、上述した場を除く地方競馬他地区は入厩制限や順を追って行われたワクチン配布などの懸命の防疫体制を敷いたことが奏功し、感染防止に成功した為、競馬開催は通常通り行われた。
1972年の馬インフルエンザ流行の影響で、その年の上半期の関東地区の中央競馬開催日程について大幅な変更を余儀なくされることとなった。具体的には中央競馬では皐月賞の開催が5月28日に、東京優駿（日本ダービー）の開催が7月9日に延期されるなど、春季クラシック戦線にまで大きな影響を及ぼした。
日本ダービーの開催が阪神競馬場の宝塚記念より遅かったのは1968年と1971年（共に東京競馬場のスタンド改築のため）及びこの1972年だけである。
1972年のクラシック戦線は、牡馬で例を挙げればロングエース・ランドプリンス・タイテエムの『関西三強』が中心軸となるなど、インフルエンザの影響を受けなかった関西馬が全体的に優勢な状況となった。
この馬流感騒動は、競走馬の生産（繁殖）部門にも大きな影響をもたらした。
一例を挙げれば、メジロアサマは引退後種牡馬になったものの、無精子症に近く受胎率の低さに悩まされる事になったが、これは馬インフルエンザ治療で使用した抗生物質の副作用と言われている。そのため、種付けをしても思うように受胎成績が上がらず種牡馬として廃用寸前に追い込まれたほどである。馬インフルエンザの影響でメジロアサマ同様に種牡馬及び繁殖馬失格に追い込まれた馬もいた。

### 2007年
上述した1971年の事例を教訓として、日本国内ではほとんどの競走馬・馬術競技馬に対し春秋の年2回、ワクチンの接種が実施されており、その後はインフルエンザの流行は久しく起きておらず、ワクチン接種は大きな効果を挙げてきた。
2007年8月16日、日本中央競馬会（JRA）の美浦・栗東の両トレーニングセンターで36年ぶりに馬インフルエンザに感染した疑惑のある競走馬が20頭確認された。なお、最初の患畜については8月11日頃には出ていたのではないかという見解もある。その後の検査により陽性反応がでる競走馬が多数発見されている。
即時に防疫上の観点から移動が制限され、管理下の施設（トレーニングセンターや競馬場）と外部（地方競馬の競馬場や牧場）の施設の間での移動が禁止された。また主催者によっては感染馬を他馬から隔離したり、施設内に立ち入る自動車や施設内の馬房などに消毒などの防疫作業が実施されている。
競走馬の移動が1971年当時とは比較にならないほど活発に行われていた事から、16日の発覚以前の移動によって感染馬がJRA施設のみならず、地方競馬も含む広域に渡って発生しているのが今回の感染の特徴である。
軽種馬防疫協議会事務局の31日付「馬インフルエンザの発生に伴う施設間の馬の移動について」という伝達によれば遺伝子解析の結果、今回のウイルスは「フロリダ亜系統」と類似したウイルスであるとしている。

#### 競馬開催への影響
競馬開催への最初の影響は16日の地方競馬の旭川競馬場で実施されたブリーダーズゴールドカップを含む指定交流競走2競走である。2競走へ出走予定であったJRA所属馬2競走計10頭は、JRA管理施設からの移動が制限されたため、旭川競馬場に向かうことができなくなり、競走から除外する措置がとられた。
中央競馬を主催するJRAは当初、ワクチン接種を全頭に対して実施している事から影響は小さいと考えており、16日の記者会見では8月18日・19日の中央競馬（札幌・新潟・小倉）を開催すると発表していた。だが、翌17日朝に週末出走予定の競走馬から163頭を検査したところ29頭が陽性反応を示した為、一転して開催を中止した。
地方競馬では当初感染馬はいないとされていたが17日夜、ホッカイドウ競馬の旭川競馬場でも陽性反応馬が確認され、以後、以下の各地で陽性反応や類似の症状を見せる馬が確認され、防疫強化や公正確保などの観点から開催中止の措置が執られている。
| 発表日  | 場所         | 頭数 | 対処                                                                                |
| ------- | ------------ | ---- | ----------------------------------------------------------------------------------- |
| 8月18日 | 大井競馬場   | 1頭  | 8月18日 および9月2日の開催中止                                                      |
| 8月18日 | 金沢競馬場   | 3頭  | 8月19日、20日、26日、27日の開催中止                                                 |
| 8月19日 | 旭川競馬場   | 1頭  | 8月21日、22日、23日の開催中止                                                       |
| 8月20日 | 名古屋競馬場 | 1頭  | 8月20日、21日、22日、23日の開催中止                                                 |
| 8月28日 | 園田競馬場   | 53頭 | 競走馬の確保が困難になった為、8月30日、9月4日、5日、6日、11日、12日、13日の開催中止 |
| 8月29日 | 笠松競馬場   | 2頭  | 他競馬場との交流を制限する為、9月9日、14日の開催中止                                |
| 9月2日  | 佐賀競馬場   | -    | 9月2日、14日の開催中止                                                              |

その後も金沢競馬場では8月21日までに全在厩馬529頭に対する検査が実施され、2割を超える117頭に陽性反応が確認される事態となり、一時期、開催再開の目処が立たなくなったと報道された。9月より競馬は再開された。
相次ぐ感染馬の発覚と開催中止の連続に22日、管轄の農林水産省と各競馬主催者が会合を開き、対応を協議。感染拡大を防ぐことが確認され、当面は陽性反応が出た馬を排除した上で競馬を開催することとなった。日本中央競馬会もこれを受けて同日、25・26日の中央競馬の開催を発表。同時に出馬投票時刻を変更し、出馬投票後に検査を行い、陽性反応が出た競走馬を排除した上での開催とすることを発表した。
平素から交流を行っている南関東公営競馬では大井競馬場で陽性反応を示す競走馬がいるため、27日からの川崎競馬では、大井競馬場所属（小林分場、境トレーニングセンター所属馬は除く）の競走馬は参戦を禁止することとなった。東海地区でも弥富トレーニングセンターで陽性反応を示す競走馬がいるため、28日からの笠松競馬場での開催では愛知県競馬組合所属の競走馬ならびに騎手は参戦できなくなった。30日に船橋競馬場で8頭の陽性反応が出たことを受けて、川崎競馬から30日は9頭、31日は18頭の競走馬が競走から除外された。31日、9月17日に開催が予定されているダービーグランプリを2007年度は交流を取りやめ、岩手競馬所属馬限定で開催することが発表された。9月7日には日本テレビ盃が2007年度は南関東限定として開催することが発表された。また白山大賞典も2007年は金沢限定で開催することとなった。
10月には馬インフルエンザの流行も収束する方向に向かっていることから、東京盃より地方競馬側の中央と地方の交流が再開され、中央競馬側でも10月27日より指定競走で、11月3日から特別指定競走でも交流が再開されることとなった。
また8月18日、19日の中央競馬の中止した計6日分の開催は事業計画を変更した上で、福島と中京でそれぞれ2日分と東京と京都で11月23日の開催を追加することとなった。中央競馬が23日に開催することとなり、園田競馬が当初開催予定であった23日の開催を13日に変更。23日に開催予定であった兵庫ジュニアグランプリは20日に開催を変更とし、代替開催を行うことによる影響が早くから現れている。
2007年11月12日、日本中央競馬会は「福島競馬場の乗用馬から馬インフルエンザウイルスを検出した」と発表した。この為、11月10日〜11日の福島競馬場に於けるレースに出走した全ての馬に対して急遽ウイルス検査を実施することになった。翌週17日には「栗東所属馬2頭から馬インフルエンザウイルスを検出した」と発表した。この為、18日の出走予定の栗東所属馬および京都競馬場滞在馬に対して急遽ウイルス検査を実施することになり、京都競馬の出走予定馬で2頭、東京競馬の出走予定馬で1頭が確認され、18日時点では7頭が感染していることが判明した。

#### 馬術競技への影響
馬術競技においても馬インフルエンザの影響により国内複数の競技会が中止、もしくは延期となっている。さらにオーストラリアのシドニーで10月26日に予定されていた北京オリンピックの一部予選競技会も中止（延期）が決定されている。

##### 秋田国体における馬インフルエンザ
10月5日、同日から秋田県で行われる秋田わか杉国体の馬術競技に出場予定だった競技馬6頭が馬インフルエンザに感染していたことが発表された。感染が判明した馬を出場停止にして隔離したほか、同日から出場馬170頭の全頭検査を始めた。
7日、競技に出場している競技馬2頭が新たに馬インフルエンザの簡易検査に陽性反応を示したと発表した。対応として翌8日朝、同日の競技に出場予定全頭に簡易検査を行い、1頭でも陽性反応が確認された場合、8日・9日の競技を中止すると発表した。また発症馬2頭はいずれも発熱症状を示しているという。
8日、秋田県は同日以降（大会は9日までの予定だった）の競技を中止すると発表した。感染馬は同日の11頭を含めて計20頭に上り、国民体育大会の競技で途中から中止するのは国体史上初めてという。
9日、中止が決定された国体馬術はその後も新たに16頭の感染が確認された。

#### その他の日本国内への影響
- 牧場見学の自粛要請
- 乗馬クラブ、動物園などでの防疫体勢強化
- 信任状捧呈式における馬車の使用の中止[26]
  - 期間中は自動車による移動となる。なお、通常は馬車と自動車の選択制である。

#### 日本国外への影響

##### 遠征への影響
開催国はウイルスの流入を防ぐために、対象馬が感染しているかしていないかに関わらず、ウイルスの流行している国からの馬の遠征を制限している。今回の流行により、遠征を断念した馬が多数いる。
フランスの凱旋門賞に出走を予定し、出国検疫のために美浦トレーニングセンターの検疫厩舍に滞在していたメイショウサムソンに陽性反応が示された。
| 馬名               | 所属厩舎     | 出走予定だった競走                     |
| ------------------ | ------------ | -------------------------------------- |
| メイショウサムソン | (西)高橋成忠 | フォワ賞、凱旋門賞                     |
| メイショウレッド   | (西)高橋成忠 | 帯同馬                                 |
| デルタブルース     | (西)角居勝彦 | コーフィールドカップ、メルボルンカップ |
| ポップロック       | (西)角居勝彦 | コーフィールドカップ、メルボルンカップ |
| シャドウゲイト     | (東)加藤征弘 | コックスプレート                       |
| ロックドゥカンブ   | (東)堀宣行   | ヴィクトリアダービー                   |

また、グローバルスプリントチャレンジの対象競走であるセントウルステークス、スプリンターズステークスには当初はベンバウンが挑戦の意向を示していたが、馬インフルエンザの流行と検疫所の問題から遠征を断念した。
9月7日、競馬学校で教育用馬で陽性反応を示した馬がおり、輸入検疫施設の指定を取り下げたことが発表されたが11月1日に再指定を受けた。
また沈静化して以後も当面は出国検疫が厳しくなる。2007年12月に行われる香港国際競走に出走する際には当初1ヶ月間（後に2週間と決まる）開催されていない競馬場などで出国検疫を受けるために隔離され、なおかつ同地で乗馬用の馬などからも馬インフルエンザが発症してはならないという制限のもとにおかれる。このため多数の第1回出走登録があったものの断念した陣営も多く、出走するのはコンゴウリキシオーとシャドウゲイトの2頭となった。
2008年、3月に行われるドバイワールドカップミーティングへの選出馬となった7頭が1月31日に発表されたが条件付での遠征となる。条件の詳細は2月1日に発表され、日本とアラブ首長国連邦 (UAE)間によって決まった条件は、（1）出国5日以内に馬インフルエンザ検査を行い陰性であること、（2）出国前21日間、馬インフルエンザの発生がない施設にいること、（3）アラブ首長国連邦が要求する方法で馬インフルエンザワクチンが接種されていること、の3つの条件を満たさなければ遠征及び出走はできないことになる。検疫期間自体は通常の5日間で、輸出検査は指定された競馬場の国際厩舎となるため、出走馬は（2）の条件を満たして3月は非開催の京都競馬場で調整されることになる。後に4頭が追加選出され、最終的に遠征を敢行したのはイイデケンシン・アドマイヤオーラ・ウオッカ・ヴァーミリアンの4頭となった。
同年4月27日に行われるクイーンエリザベス2世カップにマツリダゴッホが、同日のチャンピオンズマイルにマイネルシーガルが選出されたことと、香港政府と日本国政府の取り決めによる14日間の輸出検疫を新潟競馬場の国際厩舎で行うことが4月1日に発表された。
同年5月18日に行われるシンガポールエアラインズインターナショナルカップにコスモバルク、シャドウゲイト、タスカータソルテの3頭、同日のクリスフライヤーインターナショナルスプリントにドラゴンウェルズの、合計4頭が選出馬となり、すべての関係者が招待を受諾したことが4月4日に発表された。しかし4月11日に日本とシンガポール政府間の衛生条件に関する協議の結果、衛生条件は「出国前3ヶ月間に伝染病（馬インフルエンザを含む）の発生がない施設にいたこと。」という条件が発表された。これにより日本中央競馬会所属の3頭は、3月12日に美浦トレーニングセンター、3月13日に栗東トレーニングセンターで馬インフルエンザが確認されているために出走不可能となった。なおコスモバルクは条件に該当しないため遠征可能となっている。

##### 国外への感染
アメリカのニュース専門放送局であるCNNによると日本とほぼ同時期に発生しているオーストラリアの馬インフルエンザについては日本からの感染が疑われている。
なお2007年のオーストラリアにおける馬インフルエンザ流行についてはen:2007 Australian equine influenza outbreakを参照。

### 2025年4月 -
2025年4月8日、熊本県内の重種馬飼養農場3戸で馬インフルエンザの発生が確認された。
同年4月25日、帯広競馬場内の厩舎エリアにて馬インフルエンザへの罹患が3頭確認され、4月26日から4月28日までの競馬開催が中止となった。
さらに追って28日には、ばんえい競馬に属する競走馬100頭前後に馬インフルエンザの疑いが持たれる発熱が確認された。その後発熱や鼻水の症状を発症した馬が400頭にまで増加し、5月12日まで開催中止することになった。

## 日本国外における馬インフルエンザの発生と影響
1971年の日本における馬インフルエンザが終息したその翌年の1973年5月には、韓国でも発生した。トゥクソム競馬場に在籍する競走馬で357頭中310頭（87%）までも罹患し2週間競馬が中止に追い込まれた。
1986年、南アフリカでは馬インフルエンザの大流行により競馬が約3ヶ月開催されなかった（感染源はアメリカの輸入馬）。
1987年、インドでフランスからの輸入馬を感染源として馬インフルエンザの流行がおこった。
1992年11月には香港・沙田競馬場において罹患した馬達が確認され、同年12月まで競馬開催は休止となった。これに伴い、香港招待カップおよび香港招待ボウルは翌1993年4月18日に順延開催された。11月16日から12月9日の24日間に、沙田競馬場に在厩した958頭のうち402頭（約42%。資料によっては955頭のうち356頭（約37.3%））が感染したが、重症は2頭（うち1頭は安楽死処分）に留まった。このときすべての在厩馬に定期的なワクチン接種は行われていた。感染源はイギリスあるいはアイルランドからの輸入馬といわれている。
中国では1993-1994年にかけて、内モンゴルを原発とする大流行が起ったが、これはロシア経由で導入されたウマ2型ウイルスの感染馬が原因とみられている。このときは、およそ1年の間に、馬、ロバ、ラバなど224万頭余が臨床症状を発現し約2万4600頭が死亡したとされる。
2003年、3月から5月にかけてイギリス・ニューマーケットで馬インフルエンザが大流行した。
2003年12月9日にはケープタウンで最初の感染が確認され、12月19日までに南アフリカ国内で約2600頭に感染し（最終的には約3500頭が感染したとされる）、競馬の開催が中止された。このときの感染源は11月26日にアメリカからアムステルダム経由でケープタウン空港に輸入された競走馬32頭であると考えられている。
なおアメリカ、イギリス、フランス、スウェーデンなどでは毎年のように馬インフルエンザが発生しており、珍しいことではない。しかし、ヨーロッパやアメリカなどの馬インフルエンザウイルスの常在地ではほとんどが感染経験のある馬群のため比較的軽度な症状の流行形態をとることが多く、競馬の開催が全国的に中止されることは少ない。
一方、アジアや南アフリカでの馬インフルエンザの原因のほとんどは、アメリカやヨーロッパからの輸入馬が感染源である。ただし、例外も存在する。中国東北部における1989-1990年の馬インフルエンザは鳥インフルエンザに由来するものである（馬インフルエンザと同じH3N8の抗原性を持っていたが、遺伝子構造が鳥インフルエンザに由来するものだった）。このとき2万頭以上に感染した（感染率は81%、死亡率は20%以上）とされているが、この鳥型インフルエンザウイルスは、このとき以外確認されていない。